# Вадзима, Коити
Коити Вадзима (род. 21 апреля 1943 года в Карафуто или Сибецу) — бывший японский профессиональный боксёр, соревновался в первой средней весовой категории. Дважды был абсолютным чемпионом мира в первом среднем весе, имел титулы чемпиона WBC и WBA.

## Детство и ранняя карьера
Вадзима родился в Карафуто (нынешний Сахалин), который стал советской территорией, когда Вадзиме было три года. Он и его семья переехали в Сибецу, Хоккайдо, но едва могли заработать на жизнь. Вадзиму пришлось отдать на усыновление. Он жил со своей приёмной семьёй, пока его родители работали в Сибецу.
Вадзима начал работать рыбаком вместе со своими приемными родителями. Он еще учился в средней школе, но должен был работать на ночных сменах. Единственным промежутком времени, когда он мог поспать, было время занятий. Он был бойцом с юных лет как в прямом, так и в переносном смысле, ему приходилось каждый день работать не покладая рук, и он часто дрался с другими детьми.
После окончания средней школы он отправился в Токио, где некоторое время работал водителем грузовика, прежде чем присоединился к боксёрскому клубу Мисако. Его профессиональный дебют состоялся в марте 1968 года, ему было 25 лет.

## Профессиональная карьера
Вадзима получил титул чемпиона Японии в первом среднем весе в сентябре 1969 года. Он защищал титул девять раз. 
Он получил свой первый шанс завоевать титул чемпиона мира в бою против Кармело Босси 31 октября 1971 года в Токио, Вадзима выиграл в результате раздельного решения судей и завоевал свой первый титул чемпиона мира. 
Он провёл свою первую защиту в мае 1972 года, потратив менее двух минут, чтобы нокаутировать своего противника. Он защищал титул в общей сложности шесть раз. Он быстро стал одним из самых популярных боксёров в Японии благодаря своеобразному удару «прыжок лягушки».

#### Бои с Оскаром Альбарадо
Он проиграл свою седьмую защиту Оскару Альбарадо в 1974 году нокаутом в 15-м раунде. Он выиграл матч-реванш с Альбарадо семь месяцев спустя, 21 января 1975 года, и сумел отомстить за свою проигрыш, вернув звание абсолютного чемпиона мира. 
В марте он был лишён титула WBC, а 4 июня проиграл Ю Дже Ду свой титул WBA. Тем не менее, он вернул пояс WBA в феврале 1976 года, нокаутировав Ю в 15-м раунде.
Вадзима проиграл Хосе Мануэлю Дюрану в своей первой же защите, потеряв титул чемпиона мира в третий раз в своей карьере. 
Он провёл свой последний бой 7 июня 1977 года, бросив вызов Эдди Гасо, обладателю пояса WBA, но проиграл нокаутом в 11-м раунде. Это был последний бой в его карьере. Всего он одержал 31 победу, 25 из которых — нокаутом.

## После окончания карьеры
Как и многие другие японские боксеры, после ухода со спорта Вадзима стал успешной телевизионной личностью и появлялся в игровых шоу и телевизионных драмах. Он стал главой Совета по боксу Восточной Японии и основал в Токио свой боксёрский зал. Его зять владеет успешной пельменной в Кокубундзи, Токио.
Вадзима поддерживал Ивао Хакамаду, осуждённого за убийство боксёра, и утверждал, что он невиновен. Позднее Хакамада был освобождён после 45 лет тюремного заключения благодаря новым доказательствам и обнаружения факта фальсификации доказательств.